# Python natalensis
Python sebae là một loài rắn trong họ Pythonidae. Loài này được Smith mô tả khoa học đầu tiên năm 1840.

## Hình ảnh

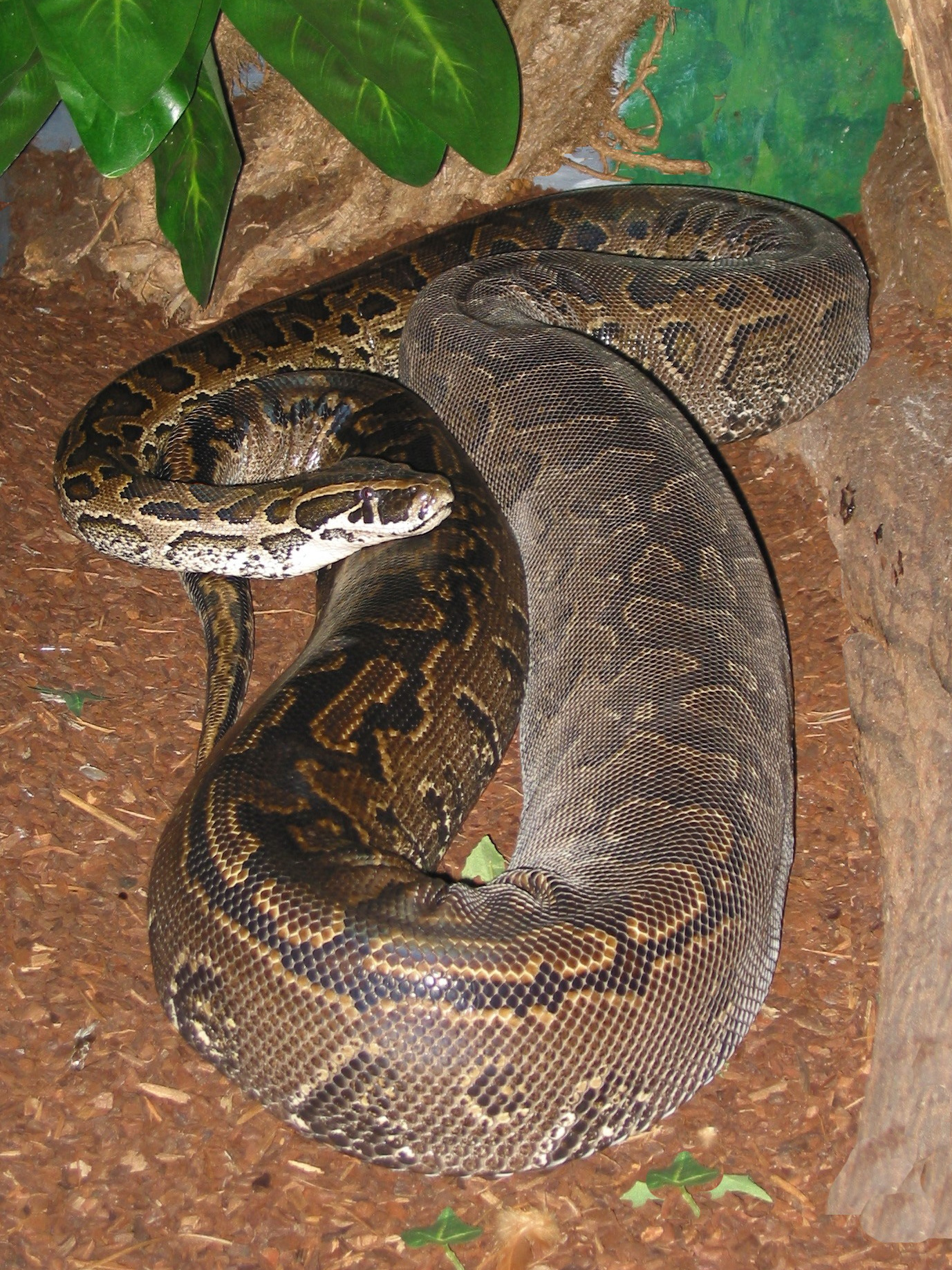
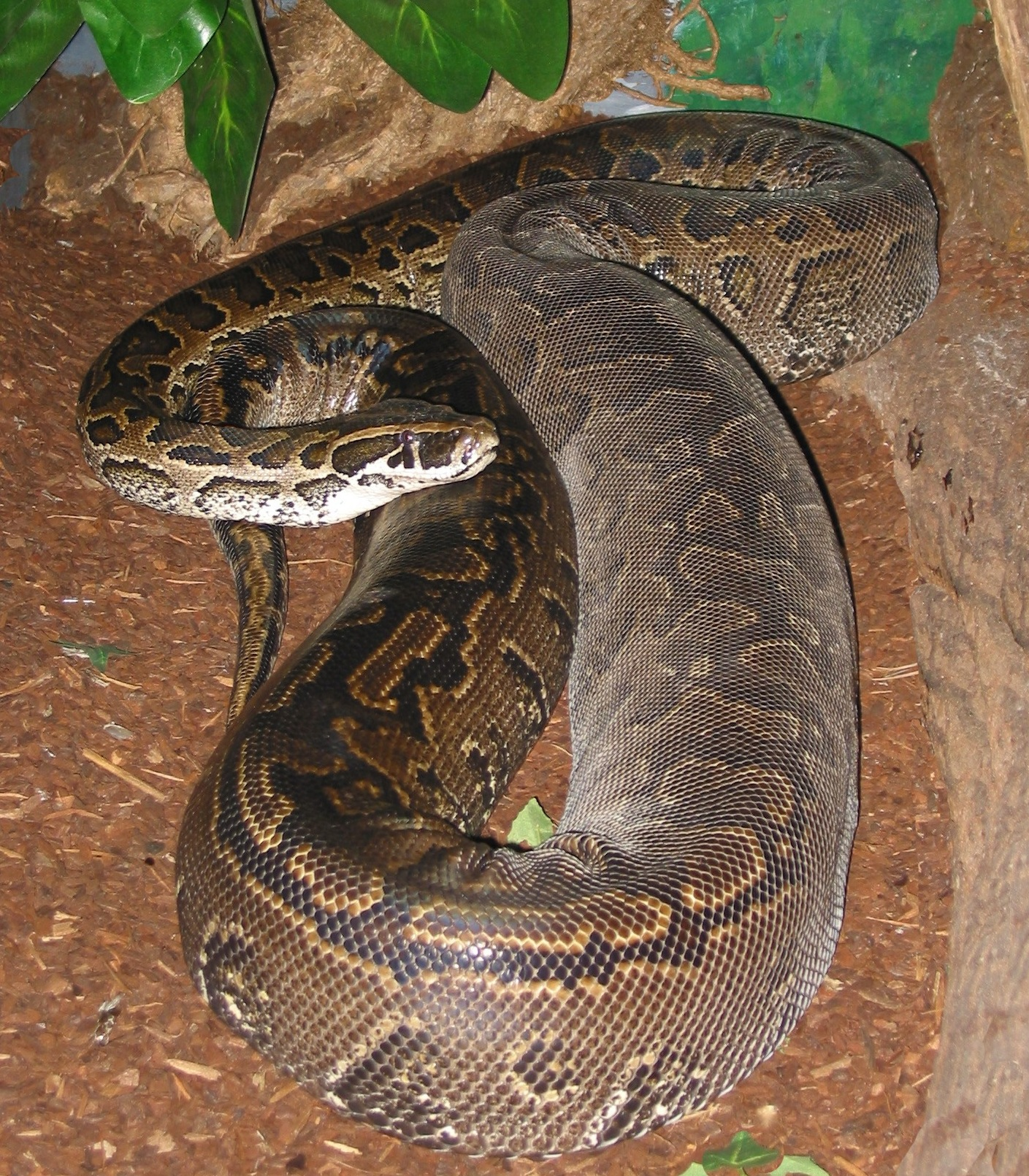
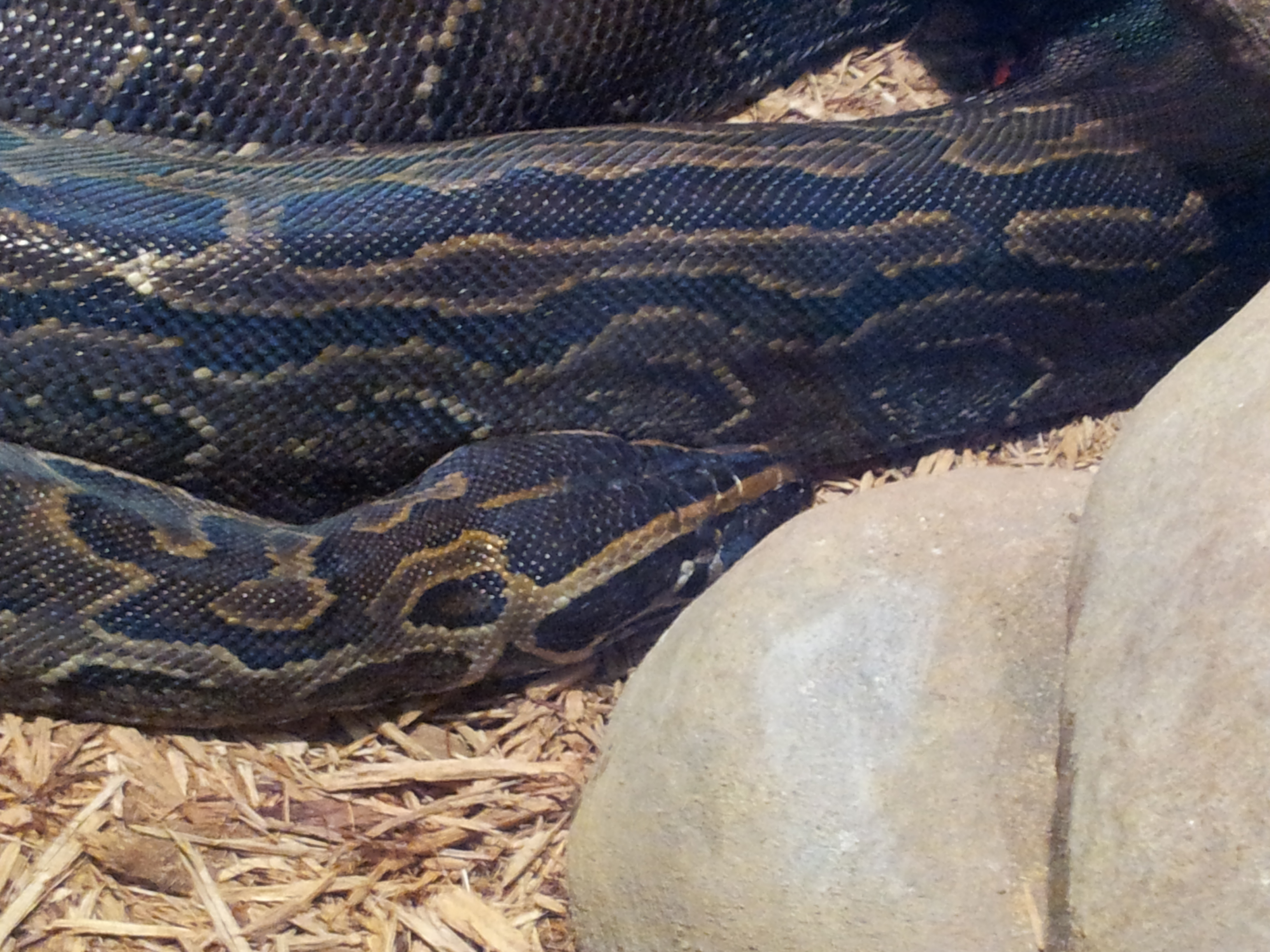
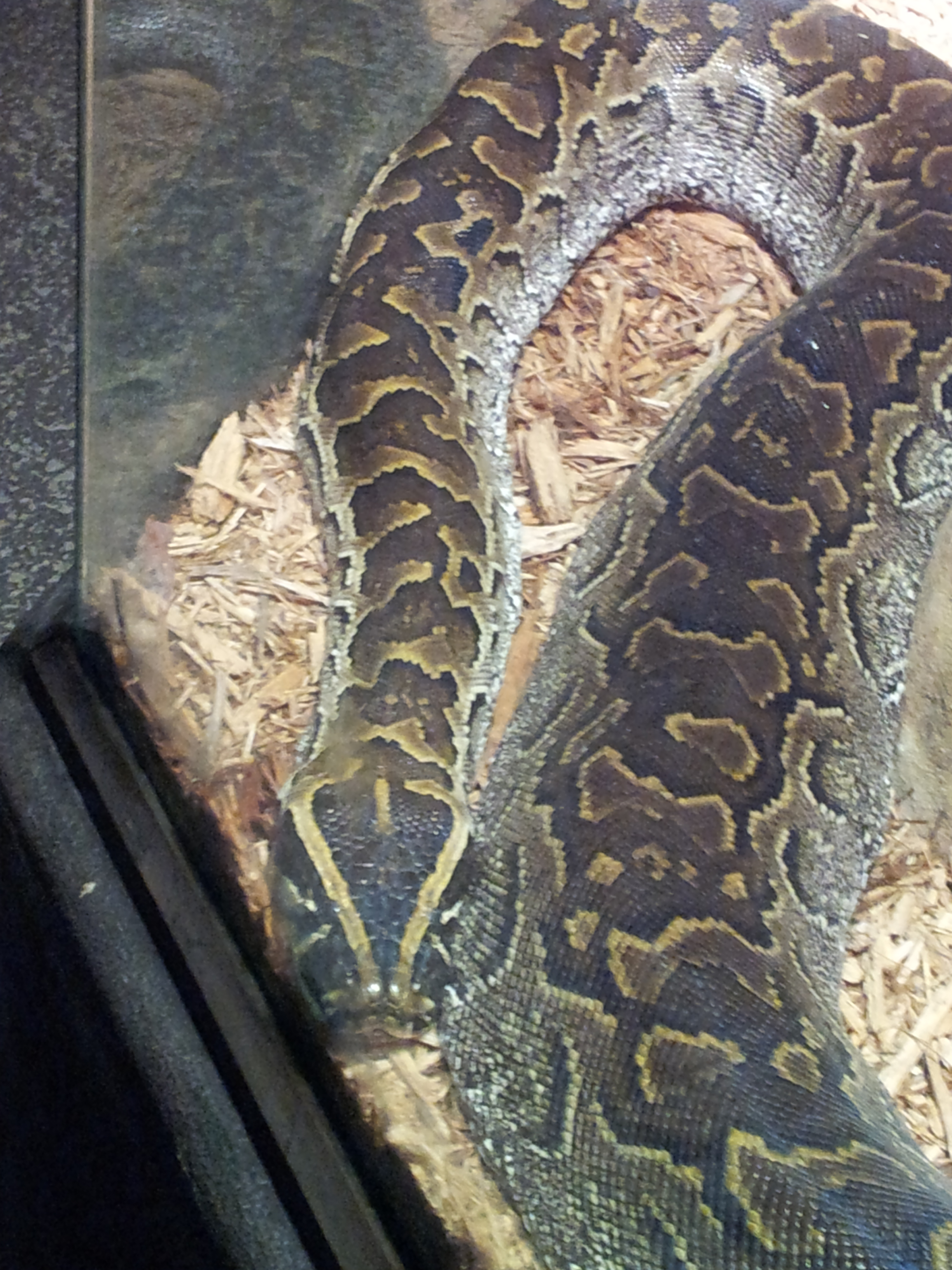